# The Arockalypse
The Arockalypse is het vierde album van de Finse band Lordi, uitgebracht in 2006. Met het nummer Hard Rock Hallelujah, dat op alle versies van dit album staat, won Lordi het Eurovisiesongfestival 2006.

## Tracklist
1. SCG3 Special Report - 3:46 (Tekst: Lordi, muziek: Kita/Lordi) [Met stemmen van Dee Snider - Twisted Sister]
2. Bringing Back The Balls To Rock - 3:31 (Tekst/muziek: Lordi)
3. The Deadite Girls Gone Wild - 3:45 (Tekst: Lordi/Tracy Lipp, muziek: Kita)
4. The Kids Who Wanna Play With The Dead - 4:06 (Tekst/muziek: Lordi)
5. It Snows In Hell - 3:37 (Tekst: Lordi/Tracy Lipp, muziek: Kita/Lordi) [Met Bruce Kulick op leadgitaar - ex-KISS]
6. Who's Your Daddy - 3:37 (Tekst/muziek: Lordi)
7. Hard Rock Hallelujah - 04:07 (Tekst/muziek: Lordi)
8. They Only Come Out At Night - 3:39 (Tekst: Lordi, muziek: Amen/Lordi) [Met Udo Dirkschneider - ex-Accept
9. The Chainsaw Buffet - 3:47 (Tekst/muziek: Lordi) [Met Jay Jay French op leadgitaar - Twisted Sister]
10. Good To Be Bad - 3:30 (Tekst/muziek: Lordi)
11. The Night Of The Loving Dead - 3:08 (Tekst/muziek: Lordi)
12. Supermonstars (The Anthem Of The Phantoms) - 4:04 (Tekst/muziek: Lordi)

## Speciale editie
Er verscheen in hetzelfde jaar ook een speciale editie van dit album, met daarop enkele extra tracks: Would You Love a Monsterman (2006, een remake van hun eerste hit), Mr. Killjoy (de bonustrack van de single Hard Rock Hallelujah) en Evilove (de bonustrack van de single Who's Your Daddy).

## Vinyleditie
In 2007 bracht Lordi dit album uit als hun eerste elpee. De elpee verscheen in een exclusieve beperkte oplage en werd uitgegeven en verkocht door The End Records en The Omega Orders in Finland.
Er bestaan in totaal 2000 exemplaren:
- 500 zwarte exemplaren
- 500 heldere exemplaren
- 500 heldere exemplaren met rode spetters
- 500 blauwe exemplaren met rode spetters

Over de beperkte voorraad zei Mr. Lordi: "Ik heb alles zelf gedaan, de covers de lay-out... En ik zat altijd al met het vinylkunstwerk in mijn achterhoofd. En zeker nu, omdat The Arockalypse dubbel platina haalde in Finland, wilde ik er iets speciaals van maken. Dus uiteindelijk is het album heruitgebracht in het formaat zoals het altijd al bedoeld was. Ik hoop dat onze vorige albums spoedig zullen volgen".

### Tracklist
A-kant
1. SCG3 Special Report - 3:46 - Tekst: Lordi, muziek: Kita/Lordi, met zang van Dee Snider (Twisted Sister)
2. Bringing Back The Balls To Rock - 3:31 - Tekst en muziek: Lordi
3. The Deadite Girls Gone Wild - 3:45 - Tekst: Lordi/Tracy Lipp, muziek: Kita
4. The Kids Who Wanna Play With The Dead - 4:06 - Tekst en muziek: Lordi
5. It Snows In Hell - 3:37 - Tekst: Lordi/Tracy Lipp, muziek: Kita/Lordi, met Bruce Kulick (ex-KISS) op leadgitaar

B-kant
1. Who's Your Daddy - 3:37 - Tekst en muziek: Lordi
2. Hard Rock Hallelujah - 04:07 - Tekst en muziek: Lordi
3. They Only Come Out At Night - 3:39 - Tekst: Lordi, muziek: Amen/Lordi, met Udo Dirkschneider (ex-Accept)
4. The Chainsaw Buffet - 3:47 - Tekst en muziek: Lordi, met Jay Jay French (Twisted Sister) op leadgitaar
5. Good To Be Bad - 3:30 - Tekst en muziek: Lordi

C-kant
1. The Night Of The Loving Dead - 3:08 - Tekst en muziek: Lordi
2. Supermonstars (The Anthem Of The Phantoms) - 4:04 - Tekst en muziek: Lordi
3. Would You Love A Monsterman (2006) - 3:03 - Tekst en muziek: Lordi
4. Mister Killjoy - 3:42 - Tekst en muziek: Lordi
5. EviLove - 3:59 - Tekst en muziek: Lordi

D-kant
1. Devil Is A Loser (live) - 4:24 - Tekst en muziek: Lordi
2. Hard Rock Hallelujah (live) - 9:36 - Tekst en muziek: Lordi
3. Would You Love A Monsterman (live) - 3:48 - Tekst en muziek: Lordi

## Compositie
- Mr. Lordi - zang
- OX - basgitaar
- Kalma - basgitaar
- Kita - drums, achtergrondzang
- Amen - gitaar
- Awa - keyboard